# Ljubomir Mihajlović
Ljubomir Mihajlović (ser. Љубомир Михајловић, ur. 15 września 1944 w Belgradzie) – piłkarz serbski grający na pozycji środkowego obrońcy. W swojej karierze rozegrał 6 meczów w reprezentacji Jugosławii.

## Kariera klubowa
Karierę piłkarską Mihajlović rozpoczął w klubie FK Partizan. W sezonie 1961/1962 zadebiutował w nim w pierwszej lidze jugosłowiańskiej. W Partizanie grał do końca sezonu 1969/1970. W sezonach 1962/1963 i 1964/1965 wywalczył z Partizanem dwa tytuły mistrza Jugosławii. Z kolei w 1966 roku dotarł z nim do finału Pucharu Mistrzów. Wystąpił w nim, jednak Partizan uległ 1:2 Realowi Madryt.
W 1970 roku Mihajlović wyjechał z Jugosławii do Francji i został zawodnikiem pierwszoligowego Olympique Lyon. W sezonie 1972/1973 zdobył z klubem Olympique Puchar Francji, a w jego finale grał również w 1971 i 1976 roku (oba te finały Lyon przegrał). W 1977 roku odszedł z Olympique do drugoligowego US Melun. W 1978 roku zakończył karierę piłkarską.
| Sezon   | Klub           | Kraj       | Rozgrywki  | Mecze | Bramki |
| ------- | -------------- | ---------- | ---------- | ----- | ------ |
| 1961/62 | FK Partizan    | Jugosławia | Prva liga  | 6     | 0      |
| 1962/63 | FK Partizan    | Jugosławia | Prva liga  | 23    | 0      |
| 1963/64 | FK Partizan    | Jugosławia | Prva liga  | 21    | 0      |
| 1964/65 | FK Partizan    | Jugosławia | Prva liga  | 26    | 0      |
| 1965/66 | FK Partizan    | Jugosławia | Prva liga  | 16    | 0      |
| 1966/67 | FK Partizan    | Jugosławia | Prva liga  | 28    | 0      |
| 1967/68 | FK Partizan    | Jugosławia | Prva liga  | 28    | 1      |
| 1968/69 | FK Partizan    | Jugosławia | Prva liga  | 6     | 0      |
| 1969/70 | FK Partizan    | Jugosławia | Prva liga  | 30    | 1      |
| 1970/71 | Olympique Lyon | Francja    | Division 1 | 35    | 0      |
| 1971/72 | Olympique Lyon | Francja    | Division 1 | 37    | 0      |
| 1972/73 | Olympique Lyon | Francja    | Division 1 | 35    | 0      |
| 1973/74 | Olympique Lyon | Francja    | Division 1 | 28    | 0      |
| 1974/75 | Olympique Lyon | Francja    | Division 1 | 36    | 0      |
| 1975/76 | Olympique Lyon | Francja    | Division 1 | 24    | 0      |
| 1976/77 | Olympique Lyon | Francja    | Division 1 | 38    | 1      |
| 1977/78 | US Melun       | Francja    | Division 2 | 30    | 0      |

## Kariera reprezentacyjna
W reprezentacji Jugosławii Mihajlović zadebiutował 12 października 1966 roku w wygranym 3:1 towarzyskim spotkaniu z Izraelem. W 1968 roku został powołany do kadry Jugosławii na Mistrzostwa Europy 1968, jednak na tym turnieju nie zagrał w żadnym meczu. Z Jugosławią wywalczył wicemistrzostwo Europy. W reprezentacji Jugosławii od 1966 do 1968 roku rozegrał 6 spotkań.
| Mecze i gole w reprezentacji | Mecze i gole w reprezentacji | Mecze i gole w reprezentacji | Mecze i gole w reprezentacji | Mecze i gole w reprezentacji | Mecze i gole w reprezentacji | Mecze i gole w reprezentacji |
| #                            | Data                         | Stadion                      | Rywal                        | Wynik                        | Gol                          | Rozgrywki                    |
| 1966                         | 1966                         | 1966                         | 1966                         | 1966                         | 1966                         | 1966                         |
| ---------------------------- | ---------------------------- | ---------------------------- | ---------------------------- | ---------------------------- | ---------------------------- | ---------------------------- |
| 1.                           | 12.10.1966                   | Tel Awiw-Jafa, Izrael        | Izrael                       | 3:1                          | 0                            | towarzyski                   |
| 2.                           | 19.10.1966                   | Belgrad, Jugosławia          | Czechosłowacja               | 1:0                          | 0                            | towarzyski                   |
| 3.                           | 06.11.1966                   | Sofia, Bułgaria              | Bułgaria                     | 1:6                          | 0                            | towarzyski                   |
| 1968                         |                              |                              |                              |                              |                              |                              |
| 4.                           | 06.04.1968                   | Marsylia, Francja            | Francja                      | 1:1                          | 0                            | el. ME 1972                  |
| 5.                           | 24.04.1968                   | Belgrad, Jugosławia          | Francja                      | 5:1                          | 0                            | el. ME 1972                  |
| 6.                           | 27.04.1968                   | Bratysława, Czechosłowacja   | Czechosłowacja               | 0:3                          | 0                            | towarzyski                   |